# Lac Barré
Le lac Barré (en anglais : Lake Barre) est une étendue d'eau située à l'intérieur de la baie de Terrebonne, au Sud de la Louisiane, aux États-Unis.
Le lac Barré est un lac ouvert situé à l'intérieur de la baie de Terrebonne dont il forme la partie interne. Il est séparé de la baie de Terrebonne par deux avancées terrestres s'avançant l'une vers l'autre et séparées par un large isthme, d'où son appellation de lac barré. Le lac Barré est séparé du lac Raccourci par une bande de terre entrecoupée de bayous. Le lac Barré est situé dans la paroisse de Terrebonne.
Le lac Barrsé s'étend sur une vingtaine de kilomètres d'Est en Ouest et sur une dizaine de kilomètres du Nord au Sud. Il communique au golfe du Mexique par la baie de Terrebonne. 
Le lac est entouré d'une côte échancrée faite de nombreux lacs ouverts (Lake Chien, Lake Tambour, Lake Felicity) et de baies (Bay Bourbeux, Bay La Fleur, Bay La Peur).